# Dobindol
Dobindol – wieś w Słowenii, w gminie Dolenjske Toplice. W 2018 roku liczyła 117 mieszkańców.